# Belles-Forêts
Belles-Forêts é uma comuna francesa na região administrativa de Grande Leste, no departamento de Mosela. Estende-se por uma área de 26,57 km². Em 2010 a comuna tinha 245 habitantes (densidade: 9,2 hab./km²).